# باشگاه فوتبال تاج تهران در فصل ۳۸–۱۳۳۷
باشگاه فوتبال تاج تهران در فصل ۳۸–۱۳۳۷ این فصل، چهاردهمین فصل حضور تیم تاج، که امروزه با نام استقلال شناخته می‌شود در فوتبال ایران بود. این فصل یکی از رویایی‌ترین فصل‌های تاریخ باشگاه بود و تیم تاج تهران فاتح دو جام شد تا برای نخستین بار هر دو جام حذفی و باشگاه‌های تهران را هم زمان از آن خود کند.

## پیش زمینه
در این فصل از رقابت‌های باشگاهی تهران هم رقابت‌های دوره‌ای و هم مسابقات حذفی برگزار شد که تیم تاج تهران فاتح هر دو جام شد. تاجی‌ها از سال ۱۳۳۵ در دوران اوج قدرت خود به سر می‌بردند و این روند تا سال ۱۳۴۲ که مسابقات باشگاهی نیمه تمام ماند ادامه داشت. تیم تاج تهران این فصل را با قهرمانی در جام حذفی تهران آغاز کرد، مسابقات جام حذفی تهران از اسفندماه ۱۳۳۷ آغاز شد و در بهار ۱۳۳۸ با پیروزی تاج رقیب سنتی خود تیم شاهین تهران، عنوان قهرمانی این رقابت‌ها را به تیم تاج رسید. سپس تاج تهران وارد مسابقات جام باشگاه‌های تهران شد. مسابقاتی که در پاییز سال ۱۳۳۸ با قهرمانی مقتدرانه تیم تاج تهران به پایان رسید. 

## مرور فصل

### جام باشگاه‌های تهران
مسابقات این فصل، یکی از طولانی‌ترین فصل‌های باشگاهی تهران بود؛ مسابقاتی که با قهرمانی تیم تاج تهران و عنوان دومی تیم شاهین تهران همراه بود.از نتایج این فصل تیم تاج تهران می‌توان به برتری ۳–۰ برابر تیم آرارات تهران یا برتری ۴–۱ برابر تیم کیان تهران اشاره کرد. تنها شکست این فصل تیم تاج تهران با نتیجه ۱–۲ برابر تیم دارایی تهران بود.

### جام حذفی تهران
در اسفندماه ۱۳۳۷، جام حذفی تهران آغاز شدو دو تیم تاج تهران و شاهین تهران با کنار زدن رقبا به فینال مسابقات رسیدند. در بازی فینال، دو تیم به تساوی دست یافتند و چون دیدار تکراری دو تیم هم به تساوی انجامید، دیدار سوم تکلیف تیم قهرمان را مشخص کرد. در ین دیدار تیم تاج تهران با ۲ گل به برتری رسید و قهرمان بازی‌ها شد.

### کاپ طلایی تهران
این بازی‎ها با حضور ۴ تیم تاج تهران، دارایی تهران، کیان تهران و تیم شاهین تهران  در آبان ماه برگزار شد و تیم تاج تهران عملکرد مناسبی ارائه نداد و به عنوان چهارمی رسید. بازی‌ها با قهرمانی تیم دارایی تهران و عنوان دومی تیم شاهین تهران  به پایان رسید.

## فهرست بازیکنان
بازیکنانی که در این سال برای تیم تاج به میدان رفتند عبارت بودند از: محمد بیاتی، منوچهر طیورچی، هدایت الله پیوندی، گارنیک مهرابیان، عارف قلی‌زاده، رضا زمینی، محمد رنجبر، داود ارغوانی، ناصر رضاقلی، لئون کارامیان، کامبیز جمالی، بیوک جدیکار، محمود بیاتی، ناصر حاج‌مختار، پرویز کوزه‌کنانی، نادر افشارعلوی، ایرج حاتم

## بازی‌ها

### جام باشگاههای تهران
| ۱۷ اردیبهشت ۱۳۳۸ ۱ | تاج تهران | ۲ (۵) – (۰) ۱ | تهران‌جوان‌ | تهران                 |
| |           |               |           | ورزشگاه: امجدیه تهران |
| یادداشت: بازیکنان تیم تهران‌جوان به گل دوم تیم تاج در دقیقه ۷۰ معترض شدند و در پی آن حاضر به ادامه بازی نشدند و نتیجه بازی ۵ بر ۰ به سود تیم تاج اعلام شد |           |               |           |                       |

| ۱۳۳۸ ۳ | تاج تهران | – | شرق تهران | تهران                 |
|        |           |   |           | ورزشگاه: امجدیه تهران |

| ۱۳۳۸ ۴ | تاج تهران | – | نیروی هوایی تهران | تهران                 |
|        |           |   |                   | ورزشگاه: امجدیه تهران |

| ۱۳۳۸ ۵ | تاج تهران | – | سپه تهران | تهران                 |
|        |           |   |           | ورزشگاه: امجدیه تهران |

| ۸ آبان ۱۳۳۸ ۶ | تاج تهران | ۰ – ۱ | دارایی تهران | تهران                 |
|               |           |       |              | ورزشگاه: امجدیه تهران |

| ۲۱ دی ۱۳۳۸ ۷ | تاج تهران | – | شاهین تهران | تهران                 |
|              |           |   |             | ورزشگاه: امجدیه تهران |

| ۲۹ دی ۱۳۳۸ (احتمالی) ۸ | تاج تهران | ۳ – ۰ | آرارات تهران | تهران                 |
|                        |           |       |              | ورزشگاه: امجدیه تهران |

منبع

### جام حذفی تهران
منبع
| ۴ اسفند ۱۳۳۷ یک‌چهارم نهایی | تاج تهران | ۲ (۵) – ۰ (۰) | شعاع تهران | تهران                                 |
| |           |               |            | ورزشگاه: امجدیه تهران داور: نیک رفتار |
| یادداشت: در دقیقه ۶۵ داور یک ضربه پنالتی به سود تیم تاج اعلام کرد که بازیکنان تیم شعاع در پی اعتراض به این پنالتی حاضر به ادامه بازی نشدند و نتیجه بازی ۵ بر ۰ به سود تاج اعلام شد |           |               |            |                                       |

| ۱۵ اسفند ۱۳۳۷ نیمه‌نهایی | تاج تهران           | ۱ – ۱ | دارایی تهران          | تهران                                  |
|                         | حاتم ۷۵' · جمالی '؟ |       | پیوندی ۲۰' (گل‌به‌خودی) | ورزشگاه: امجدیه تهران داور: داود نصیری |

| ۲۲ اسفند ۱۳۳۷ نیمه‌نهایی | تاج تهران     | ۱ – ۰ | دارایی تهران | تهران                                 |
|                         | کوزه‌کنانی ۸۹' |       |              | ورزشگاه: امجدیه تهران داور: نیک رفتار |

| ۲۷ فروردین ۱۳۳۸ فینال | تاج تهران                 | ۲ – ۲ | شاهین تهران             | تهران                                  |
|                       | کارامیان ۱۹' · جدی‌کار ۷۵' |       | دهداری ۱۸' · برومند ۴۵' | ورزشگاه: امجدیه تهران داور: داود نصیری |

| ۱۰ اردیبهشت ۱۳۳۸ فینال | تاج تهران | ۰ – ۰ | شاهین تهران | تهران                                  |
|                        |           |       |             | ورزشگاه: امجدیه تهران داور: داود نصیری |

| ۲۴ اردیبهشت ۱۳۳۸ فینال | تاج تهران     | ۲ – ۰ | شاهین تهران | تهران                                  |
|                        | افشار · بیاتی |       |             | ورزشگاه: امجدیه تهران داور: داود نصیری |

### کاپ طلایی تهران
منبع
| ۷ آبان ۱۳۳۸ ۱ | تاج تهران | ۰ – ۱ | دارایی تهران | تهران                                  |
|               |           |       | اخوی ۹'      | ورزشگاه: امجدیه تهران داور: داود نصیری |

| ۱۴ آبان ۱۳۳۸ ۲ | تاج تهران  | ۱ – ۱ | شاهین تهران | تهران                                  |
|                | جدی‎کار ۵۱' |       | شیرزادگان   | ورزشگاه: امجدیه تهران داور: داود نصیری |

| ۲۱ آبان ۱۳۳۸ ۳ | تاج تهران | ۰ – ۱ | کیان تهران          | تهران                               |
|                |           |       | حبیبی ۹' (گل‌به‌خودی) | ورزشگاه: امجدیه تهران داور: فیروزفر |

### بازی‌های دوستانه
منبع
| ۲۰ فروردین ۱۳۳۸ دوستانه ۱ | تاج تهران | ۲ – ۱ | تاج اهواز | تهران                 |
|                           | کوزه‌کنانی |       | ماه‌طاووس  | ورزشگاه: امجدیه تهران |

| ۵ آذر ۱۳۳۸ دوستانه ۲ | تاج تهران                | ۲ – ۱ | پولیتانا | تهران                               |
|                      | افشار ۲۰' · مهرابیان ۶۴' |       | ؟ ۷۳'    | ورزشگاه: امجدیه تهران داور: پورامید |

## سایر ورزشها
- در مسابقات وزنه برداری باشگاه‎های تهران، تیم تاج عنوان قهرمانی را کسب نمود.
- در مسابقات کشتی قهرمانی باشگاه‎های تهران تیم تاج عنوان قهرمانی را کسب نمود.
- در مسابقات والیبال بانوان باشگاه‎های تهران، تیم تاج عنوان قهرمانی را کسب نمود اما در مسابقات آقایان، تیم تاج به عنوان دومی دست یافت.
- تیم واترپلو تاج عنوان نخست رقابت های قهرمانی باشگاه‎های تهران را به دست آورد.
- در مسابقات ژیمناستیک قهرمانی باشگاه‌های تهران تیم تاج عنوان قهرمانی را کسب نمود.
- در مسابقات شنا و شیرجه قهرمانی باشگاه‌های تهران تیم تاج به عنوان قهرمانی دست یافت.
- در مسابقات تنیس روی میز باشگاه‌های تهران تیم تاج به مقام نخست این دوره از مسابقات دست یافت.

منبع